# Criciúma (microregio)
Criciúma is een van de 20 microregio's van de Braziliaanse deelstaat Santa Catarina. Zij ligt in de mesoregio Sul Catarinense en grenst aan de microregio's Tubarão, Campos de Lages, Vacaria (RS) en Araranguá. De microregio heeft een oppervlakte van ca. 2.089 km². In 2006 werd het inwoneraantal geschat op 359.334.
Tien gemeenten behoren tot deze microregio:
- Cocal do Sul
- Criciúma
- Forquilhinha
- Içara
- Lauro Müller
- Morro da Fumaça
- Nova Veneza
- Siderópolis
- Treviso
- Urussanga

Mesoregio's: Grande Florianópolis · Norte Catarinense · Oeste Catarinense · Serrana · Sul Catarinense · Vale do Itajaí

Microregio's: Araranguá · Blumenau · Campos de Lages · Canoinhas · Chapecó · Concórdia · Criciúma · Curitibanos · Florianópolis · Itajaí · Ituporanga · Joaçaba · Joinville · Rio do Sul · São Bento do Sul · São Miguel do Oeste · Tabuleiro · Tijucas · Tubarão · Xanxerê